# Стейн Схарс
Стефанус Йоханнес (Стейн) Схарс (нід. Stefanus Johannes «Stijn» Schaars, МФА: [ˈstɛin ˈsxaːrs]; нар. 11 січня 1984, Гендт) — нідерландський футболіст, півзахисник клубу «Геренвен» та національної збірної Нідерландів.

## Досягнення
АЗ
- Ередивізі
  - Переможець (1): 2008/09
- Суперкубок Нідерландів
  - Переможець (1): 2009

 ПСВ
- Ередивізі
  - Переможець (1): 2014/15
- Суперкубок Нідерландів
  - Переможець (1): 2015

 Нідерланди
- Чемпіонат світу
  - Фіналіст (1): 2010

 Нідерланди U-21
- Молодіжний чемпіонат Європи:
  - Переможець (1): 2006